# Rumacon canescens
Rumacon canescens là một loài bọ cánh cứng trong họ Cerambycidae.